# Idionyx nadganiensis
Idionyx nadganiensis – gatunek ważki z rodziny Synthemistidae. Znany tylko z dwóch samic odłowionych na Nadgani Ghat w Ghatach Zachodnich (południowo-zachodnie Indie).